# Atletica leggera agli XI Giochi panafricani - Lancio del martello maschile
Il concorso del lancio del martello maschile agli XI Giochi panafricani si è svolto il 16 settembre 2015 allo Stade Municipal de Kintélé di Brazzaville, nella Repubblica del Congo.
La gara è stata vinta dall'egiziano Mostafa El Gamel.

## Podio
| Oro     | Mostafa El Gamel Egitto       |
| Argento | Chris Harmse Sudafrica        |
| Bronzo  | Nicolas Li Yun Fong Mauritius |

## Programma
| Data              | Ora | Evento |
| ----------------- | --- | ------ |
| 16 settembre 2015 |     | Finale |

## Risultati

### Finale
| Class   | Atleta              | Nazione   | #1    | #2    | #3    | #4    | #5 | #6    | Risultati | Note                                     |
| ------- | ------------------- | --------- | ----- | ----- | ----- | ----- | -- | ----- | --------- | ---------------------------------------- |
| Oro     | Mostafa El Gamel    | Egitto    | 69.46 | 74.92 | –     | x     | –  | –     | 74.92     |                                          |
| Argento | Chris Harmse        | Sudafrica | x     | 71.35 | 73.49 | 70.46 | x  | 72.02 | 73.49     |                                          |
| Bronzo  | Nicolas Li Yun Fong | Mauritius | 57.92 | 57.27 | x     | 59.36 | x  | x     | 59.36     | Miglior prestazione personale stagionale |
| nm      | Mohamed Magdi Hamza | Egitto    | –     | –     | –     | –     | –  | –     | nm        |                                          |
| dns     | Hassan Abd El Gwad  | Egitto    |       |       |       |       |    |       | dns       |                                          |